# Agathidium
Agathidium es un género de escarabajos de la familia Leiodidae.

## Especies
- Agathidium abbreviatum
- Agathidium abiectum
- Agathidium abominabile
- Agathidium abruptum
- Agathidium acherontium
- Agathidium acridulum
- Agathidium acuminatum
- Agathidium acutangulum
- Agathidium acuticorne
- Agathidium acutum
- Agathidium aeneonigrum
- Agathidium aeneum
- Agathidium aequale
- Agathidium aeratum
- Agathidium aeternum
- Agathidium aglyptoides
- Agathidium agostii
- Agathidium aikanae
- Agathidium akallebregma
- Agathidium akemiae
- Agathidium akrogeneios
- Agathidium alatum
- Agathidium aleseki
- Agathidium alesi
- Agathidium alesmetanai
- Agathidium algiricum
- Agathidium alicantense
- Agathidium alpestre
- Agathidium amae
- Agathidium amamiense
- Agathidium ambiguum
- Agathidium amictum
- Agathidium amoenum
- Agathidium amplum
- Agathidium anatolicum
- Agathidium andersoni
- Agathidium andrewesi
- Agathidium angelinii
- Agathidium angulare
- Agathidium angulatum
- Agathidium angustatum
- Agathidium angusticolle
- Agathidium angustoperculum
- Agathidium anmashanense
- Agathidium annulatum
- Agathidium anophthalmicum
- Agathidium antennatum
- Agathidium antiochense
- Agathidium apocryphum
- Agathidium appalachium
- Agathidium apterum
- Agathidium arcticum
- Agathidium arcuatum
- Agathidium argutum
- Agathidium aristerium
- Agathidium armatum
- Agathidium armigerum
- Agathidium asphaltinum
- Agathidium assamense
- Agathidium assingi
- Agathidium aterrimum
- Agathidium athabascanum
- Agathidium atronitens
- Agathidium atrum
- Agathidium ausobskyi
- Agathidium austerum
- Agathidium australe
- Agathidium aztec
- Agathidium badium
- Agathidium bagmaticum
- Agathidium banaticum
- Agathidium barahbisense
- Agathidium bartolii
- Agathidium becvari
- Agathidium belovi
- Agathidium bertii
- Agathidium bescidicum
- Agathidium bhutanense
- Agathidium bicoloratum
- Agathidium bicornigerum
- Agathidium bidentatum
- Agathidium biimpressum
- Agathidium bistriatum
- Agathidium bituberculum
- Agathidium bivesciculatum
- Agathidium bockshini
- Agathidium bohemicum
- Agathidium bolmi
- Agathidium bonzi
- Agathidium bowringi
- Agathidium brahma
- Agathidium brahmano
- Agathidium brancuccii
- Agathidium brenskei
- Agathidium breve
- Agathidium brevisternum
- Agathidium brignolii
- Agathidium brisouti
- Agathidium brunneipenne
- Agathidium brunneum
- Agathidium brunnipes
- Agathidium burckhardti
- Agathidium bushi
- Agathidium bythinicum
- Agathidium caecum
- Agathidium caelebs
- Agathidium calamei
- Agathidium calvum
- Agathidium cameronicum
- Agathidium canariense
- Agathidium caoi
- Agathidium caovansungi
- Agathidium capito
- Agathidium capitulatum
- Agathidium carinatum
- Agathidium carinense
- Agathidium cariniceps
- Agathidium carolinense
- Agathidium caspicum
- Agathidium castaneum
- Agathidium caucasicum
- Agathidium cavisternum
- Agathidium cavum
- Agathidium celatum
- Agathidium celebense
- Agathidium cephalotum
- Agathidium chalconotum
- Agathidium charonicum
- Agathidium chauliodoum
- Agathidium cheneyi
- Agathidium cheni
- Agathidium chiaicum
- Agathidium chinense
- Agathidium choi
- Agathidium ciliatum
- Agathidium cinereum
- Agathidium circassicum
- Agathidium circulum
- Agathidium circumflexum
- Agathidium clavulum
- Agathidium cloueti
- Agathidium cochleariforme
- Agathidium collinsi
- Agathidium coloratum
- Agathidium columbianum
- Agathidium compressidens
- Agathidium comptum
- Agathidium concinnum
- Agathidium concolor
- Agathidium confluens
- Agathidium confusum
- Agathidium conjunctum
- Agathidium connexum
- Agathidium consimile
- Agathidium conspersum
- Agathidium convexum
- Agathidium coomani
- Agathidium cooteri
- Agathidium coreanum
- Agathidium cornutum
- Agathidium corrodis
- Agathidium cortezi
- Agathidium corticinum
- Agathidium cottarellii
- Agathidium crassicorne
- Agathidium crassum
- Agathidium cribratum
- Agathidium crinitum
- Agathidium crockerense
- Agathidium cryptophthalmum
- Agathidium cuccodoroi
- Agathidium curticorne
- Agathidium curtipenne
- Agathidium curtisternum
- Agathidium curtum
- Agathidium daamsae
- Agathidium dalianum
- Agathidium darbyi
- Agathidium dardi
- Agathidium dargharicum
- Agathidium darjeelingense
- Agathidium daublebskyorum
- Agathidium daxuense
- Agathidium deharvengi
- Agathidium delicatulum
- Agathidium demarzoi
- Agathidium dentatum
- Agathidium denticulatum
- Agathidium dentigerum
- Agathidium deoralicum
- Agathidium depressum
- Agathidium derispioides
- Agathidium detritum
- Agathidium difficile
- Agathidium difforme
- Agathidium dinguaricum
- Agathidium dioperculum
- Agathidium discoideum
- Agathidium discretum
- Agathidium disgregum
- Agathidium dissimile
- Agathidium distinctum
- Agathidium distinguendum
- Agathidium divaricatum
- Agathidium diversum
- Agathidium dobaticum
- Agathidium dongnanense
- Agathidium dubitanoides
- Agathidium dubitans
- Agathidium dubium
- Agathidium ducentesimum
- Agathidium dundai
- Agathidium duofoveatum
- Agathidium ebeninum
- Agathidium edoughense
- Agathidium egregium
- Agathidium elegans
- Agathidium elongatum
- Agathidium emeicum
- Agathidium enigmaticum
- Agathidium eremita
- Agathidium erythromelas
- Agathidium escorialense
- Agathidium estriatum
- Agathidium exaratum
- Agathidium excavatum
- Agathidium excelsum
- Agathidium excludum
- Agathidium exiguum
- Agathidium exoletum
- Agathidium falcatoperculum
- Agathidium fallax
- Agathidium familiare
- Agathidium farkaci
- Agathidium fatuum
- Agathidium fawcettae
- Agathidium feai
- Agathidium fenchihuense
- Agathidium fenderi
- Agathidium fenestratum
- Agathidium fernandoangelinii
- Agathidium fernandoi
- Agathidium fikaceki
- Agathidium filicorne
- Agathidium filiforme
- Agathidium formosum
- Agathidium fornicatum
- Agathidium framea
- Agathidium francae
- Agathidium franzi
- Agathidium fraternum
- Agathidium fronticorne
- Agathidium fui
- Agathidium fujisakiae
- Agathidium fukiense
- Agathidium fulcratum
- Agathidium fulgens
- Agathidium fuliginosum
- Agathidium fulungense
- Agathidium fulvum
- Agathidium fumosum
- Agathidium funereum
- Agathidium fungivorum
- Agathidium furcatum
- Agathidium fuscatum
- Agathidium fuscum
- Agathidium galilaeum
- Agathidium gallititillo
- Agathidium garhwalense
- Agathidium garratti
- Agathidium geminatum
- Agathidium geniculatum
- Agathidium gentingense
- Agathidium georgiaense
- Agathidium gibbum
- Agathidium giganteum
- Agathidium glabricolle
- Agathidium glabrum
- Agathidium glaciale
- Agathidium globulosum
- Agathidium globulum
- Agathidium godawaricum
- Agathidium gomerense
- Agathidium gomezae
- Agathidium gonggaense
- Agathidium gordicum
- Agathidium goropanicum
- Agathidium gracile
- Agathidium grandicolle
- Agathidium grandidentatum
- Agathidium gratiosum
- Agathidium grebennikovi
- Agathidium griseum
- Agathidium grossum
- Agathidium grouvellei
- Agathidium grumum
- Agathidium guagir
- Agathidium gulmargense
- Agathidium gurjevae
- Agathidium gurka
- Agathidium gutianense
- Agathidium guttiferum
- Agathidium haemorrhoum
- Agathidium hamanni
- Agathidium hammondi
- Agathidium hamulum
- Agathidium hani
- Agathidium harmandi
- Agathidium hatchi
- Agathidium hayashii
- Agathidium herberti
- Agathidium hidalgoense
- Agathidium himalayanum
- Agathidium hirsutum
- Agathidium hlavaci
- Agathidium hlisnikovskyi
- Agathidium hoabinhense
- Agathidium honestum
- Agathidium hoshinai
- Agathidium huaense
- Agathidium huangganshanicum
- Agathidium hubeicum
- Agathidium hyle
- Agathidium ibericum
- Agathidium ilamense
- Agathidium illustre
- Agathidium ilvense
- Agathidium imitans
- Agathidium imitator
- Agathidium immaculatum
- Agathidium immodicum
- Agathidium impensum
- Agathidium imperiale
- Agathidium impressum
- Agathidium impunctatum
- Agathidium incognitum
- Agathidium indefinitum
- Agathidium indicum
- Agathidium indistinctum
- Agathidium indra
- Agathidium indubium
- Agathidium inelegans
- Agathidium ineptum
- Agathidium inerme
- Agathidium infuscatum
- Agathidium inopinatum
- Agathidium inornatum
- Agathidium inquietum
- Agathidium inquisitor
- Agathidium insolitum
- Agathidium insulare
- Agathidium integricolle
- Agathidium interruptum
- Agathidium intricatum
- Agathidium inustum
- Agathidium invalidum
- Agathidium invisitatum
- Agathidium involutum
- Agathidium iota
- Agathidium iridescens
- Agathidium ishigakiense
- Agathidium ishvara
- Agathidium italicum
- Agathidium ivani
- Agathidium jaccoudi
- Agathidium jaechi
- Agathidium jakutense
- Agathidium jambicum
- Agathidium janatai
- Agathidium janruzickai
- Agathidium japonicides
- Agathidium jasperanum
- Agathidium javanicum
- Agathidium jelineki
- Agathidium jendeki
- Agathidium jiuchongense
- Agathidium johnsoni
- Agathidium jonathani
- Agathidium jurecekianum
- Agathidium kabateki
- Agathidium kaderi
- Agathidium kali
- Agathidium kamikaze
- Agathidium kandingense
- Agathidium kaohsiungense
- Agathidium karnatakaense
- Agathidium kashmirense
- Agathidium kataseae
- Agathidium kathmanduense
- Agathidium katsuragiae
- Agathidium kbaadeense
- Agathidium kejvali
- Agathidium keralaense
- Agathidium kharkaense
- Agathidium khasicum
- Agathidium kimberlae
- Agathidium kinabaluense
- Agathidium kireitshuki
- Agathidium klapperichi
- Agathidium kohnoi
- Agathidium korotjaevi
- Agathidium krali
- Agathidium kryzhanovskii
- Agathidium kuaiense
- Agathidium kualalumpurense
- Agathidium kuchingense
- Agathidium kumaonicum
- Agathidium kunmingense
- Agathidium kurbatovi
- Agathidium kurbatovianum
- Agathidium kurofuense
- Agathidium kuwapanicum
- Agathidium kyotoense
- Agathidium laetum
- Agathidium laevigatulum
- Agathidium laevigatum
- Agathidium laevipenne
- Agathidium laferi
- Agathidium lashioense
- Agathidium lassethamense
- Agathidium lasti
- Agathidium laticorne
- Agathidium latifiorum
- Agathidium lebongense
- Agathidium lederi
- Agathidium leesunshini
- Agathidium leonardii
- Agathidium leonhardianum
- Agathidium lepidum
- Agathidium leprieuri
- Agathidium levantinum
- Agathidium lewisi
- Agathidium leytense
- Agathidium lijiangense
- Agathidium limatum
- Agathidium limbatum
- Agathidium lindbergi
- Agathidium lividum
- Agathidium lobosternum
- Agathidium loebli
- Agathidium loeblianum
- Agathidium longicorne
- Agathidium longum
- Agathidium lucidum
- Agathidium lucifugum
- Agathidium luctuosum
- Agathidium lugubre
- Agathidium lunatum
- Agathidium luojiense
- Agathidium luridum
- Agathidium macrocephalum
- Agathidium macrotibiale
- Agathidium maculatum
- Agathidium maculicolle
- Agathidium maculosum
- Agathidium madurense
- Agathidium magnificum
- Agathidium magoshichiroi
- Agathidium malayanum
- Agathidium malaysicum
- Agathidium malignum
- Agathidium manangense
- Agathidium manasicum
- Agathidium mandibulare
- Agathidium marae
- Agathidium marginatum
- Agathidium mariae
- Agathidium marocanum
- Agathidium marshalli
- Agathidium martensi
- Agathidium martensianum
- Agathidium martinklanicai
- Agathidium megacephalum
- Agathidium meghalayanum
- Agathidium megoniscoides
- Agathidium meifengense
- Agathidium melanarium
- Agathidium melancholicum
- Agathidium melanocephalum
- Agathidium memnonium
- Agathidium mentawaicum
- Agathidium mequignoni
- Agathidium merkli
- Agathidium mexicanum
- Agathidium michaeli
- Agathidium microphthalmum
- Agathidium microps
- Agathidium microreticulatum
- Agathidium mingchiense
- Agathidium minimum
- Agathidium minoculum
- Agathidium minusculum
- Agathidium minutissimum
- Agathidium minutum
- Agathidium mirificum
- Agathidium modestum
- Agathidium modiglianii
- Agathidium mollinum
- Agathidium monstrosum
- Agathidium montanellum
- Agathidium montanum
- Agathidium montemurroi
- Agathidium monticola
- Agathidium montivagum
- Agathidium montuosum
- Agathidium morishitae
- Agathidium multidentatum
- Agathidium multitodum
- Agathidium muryeongi
- Agathidium mussardi
- Agathidium nagasakianum
- Agathidium nahangense
- Agathidium nakatai
- Agathidium namrunense
- Agathidium nanum
- Agathidium narusawae
- Agathidium nasicorne
- Agathidium naturale
- Agathidium nebulosum
- Agathidium nefandum
- Agathidium neglectum
- Agathidium negritos
- Agathidium nekrutenkoi
- Agathidium nepalense
- Agathidium neurayi
- Agathidium newari
- Agathidium newtoni
- Agathidium nigerrimum
- Agathidium nigriceps
- Agathidium nigrinum
- Agathidium nigripenne
- Agathidium nigritulum
- Agathidium nigrocastaneum
- Agathidium nikitskii
- Agathidium nimbosilva
- Agathidium nipponicum
- Agathidium nitidulum
- Agathidium nitidum
- Agathidium nivale
- Agathidium nomurai
- Agathidium nubile
- Agathidium nudum
- Agathidium oaxacaense
- Agathidium obenbergeri
- Agathidium obesum
- Agathidium oblitum
- Agathidium oblongum
- Agathidium obscurum
- Agathidium obsoletum
- Agathidium occultum
- Agathidium oculatum
- Agathidium oculeum
- Agathidium odaesanense
- Agathidium oedema
- Agathidium okinawaense
- Agathidium olympicum
- Agathidium omissum
- Agathidium omogoense
- Agathidium oniscoides
- Agathidium optatum
- Agathidium opulentum
- Agathidium oregonense
- Agathidium ornatum
- Agathidium osellai
- Agathidium osmanicum
- Agathidium oui
- Agathidium ovatum
- Agathidium paganettianum
- Agathidium pahangense
- Agathidium pakistanicum
- Agathidium pallidum
- Agathidium palmense
- Agathidium palmi
- Agathidium palnicum
- Agathidium papillatum
- Agathidium papuasicum
- Agathidium paracuminatum
- Agathidium paralasti
- Agathidium pararufescens
- Agathidium paratianmuense
- Agathidium parbaticum
- Agathidium paria
- Agathidium patris
- Agathidium pauperum
- Agathidium pecki
- Agathidium pedemontanum
- Agathidium peloponnesiacum
- Agathidium peninsulare
- Agathidium penultimum
- Agathidium petiskai
- Agathidium petrowskyi
- Agathidium phulchokiense
- Agathidium piceolum
- Agathidium picipes
- Agathidium pictum
- Agathidium pileti
- Agathidium pilosellum
- Agathidium pilosum
- Agathidium pinorum
- Agathidium pisanum
- Agathidium plagiatum
- Agathidium plumbeum
- Agathidium pocahontasae
- Agathidium pocsi
- Agathidium poggii
- Agathidium pokornyi
- Agathidium politum
- Agathidium popocatepetlae
- Agathidium portevini
- Agathidium pothanaense
- Agathidium potosii
- Agathidium praeustum
- Agathidium primorjense
- Agathidium procerum
- Agathidium prosperum
- Agathidium proximum
- Agathidium pseudobescidicum
- Agathidium pseudoconfusum
- Agathidium pseudomadurense
- Agathidium pseudomontanellum
- Agathidium pseudopallidum
- Agathidium pseudopalnicum
- Agathidium pseudoparia
- Agathidium pseudosamurai
- Agathidium pseudoscutellare
- Agathidium pseudotianmuense
- Agathidium pseudotibiale
- Agathidium pseudouniforme
- Agathidium pseudoyushanicum
- Agathidium pueli
- Agathidium puetzi
- Agathidium pulchellum
- Agathidium pulchrum
- Agathidium punctatissimum
- Agathidium punctatum
- Agathidium puncticolle
- Agathidium punctipenne
- Agathidium pusillum
- Agathidium putyatini
- Agathidium quadrimaculatum
- Agathidium quaterfoveatum
- Agathidium querceum
- Agathidium raffaellae
- Agathidium rama
- Agathidium rambouseki
- Agathidium ravana
- Agathidium recurvatum
- Agathidium recurvum
- Agathidium reitterianum
- Agathidium relictum
- Agathidium repentinum
- Agathidium revolvens
- Agathidium rhamphastes
- Agathidium rhinocerellum
- Agathidium rhombicum
- Agathidium riedeli
- Agathidium robustum
- Agathidium romanovi
- Agathidium rotundatum
- Agathidium rotundulum
- Agathidium rougemonti
- Agathidium rubellum
- Agathidium rubiginosum
- Agathidium rubrum
- Agathidium rufescens
- Agathidium rufifrons
- Agathidium rufoatrum
- Agathidium rufomarginatum
- Agathidium rumsfeldi
- Agathidium rurale
- Agathidium rusticanum
- Agathidium rusticum
- Agathidium ruzickai
- Agathidium ryvkini
- Agathidium sabahense
- Agathidium sadhu
- Agathidium sahlbergi
- Agathidium saigoi
- Agathidium sakuragiae
- Agathidium samurai
- Agathidium sarawakense
- Agathidium saundersi
- Agathidium schawalleri
- Agathidium schillhammeri
- Agathidium schmidti
- Agathidium schuelkei
- Agathidium schuelkeicum
- Agathidium schuhi
- Agathidium schwendingeri
- Agathidium scutellare
- Agathidium sejunctum
- Agathidium selangoricum
- Agathidium semiarcuatum
- Agathidium semicastaneum
- Agathidium seminigrum
- Agathidium seminulum
- Agathidium semipunctatum
- Agathidium semireticulatum
- Agathidium semirufum
- Agathidium senile
- Agathidium senoi
- Agathidium separatum
- Agathidium serratum
- Agathidium sescentesimum
- Agathidium sevokense
- Agathidium sexstriatum
- Agathidium shaanxiense
- Agathidium shannae
- Agathidium shennongjiaense
- Agathidium shermathangense
- Agathidium sherpa
- Agathidium shillongense
- Agathidium shimlense
- Agathidium siamense
- Agathidium sichuanicum
- Agathidium signatum
- Agathidium sikh
- Agathidium sikkimense
- Agathidium silvarum
- Agathidium silvestre
- Agathidium similare
- Agathidium simillimum
- Agathidium simplex
- Agathidium simpliforme
- Agathidium simulator
- Agathidium simum
- Agathidium singmaricum
- Agathidium sinuatum
- Agathidium siva
- Agathidium skoliosternum
- Agathidium smetalesi
- Agathidium smetanai
- Agathidium smetanaicum
- Agathidium solutum
- Agathidium soror
- Agathidium sparsum
- Agathidium splendidulum
- Agathidium stenomma
- Agathidium stephani
- Agathidium stygium
- Agathidium subalatum
- Agathidium subalpinum
- Agathidium subcostatum
- Agathidium sublaevigatum
- Agathidium subnitidum
- Agathidium subobscurum
- Agathidium subopacum
- Agathidium subsinuatum
- Agathidium substriatum
- Agathidium sudra
- Agathidium sumatrense
- Agathidium susanoo
- Agathidium suturale
- Agathidium sveci
- Agathidium swaticum
- Agathidium taichungense
- Agathidium taiwanense
- Agathidium tardum
- Agathidium tarokoense
- Agathidium tarsale
- Agathidium taru
- Agathidium temporale
- Agathidium tenangoense
- Agathidium tenebricosum
- Agathidium tenebroides
- Agathidium tenuicorne
- Agathidium tersum
- Agathidium tessellatum
- Agathidium testaceum
- Agathidium thaii
- Agathidium thochungense
- Agathidium tianmuense
- Agathidium tianmuoides
- Agathidium tibiale
- Agathidium tibiellum
- Agathidium tichomirovae
- Agathidium tonkinense
- Agathidium topali
- Agathidium transversum
- Agathidium tremulinum
- Agathidium triangularum
- Agathidium tribulograndum
- Agathidium tribulosum
- Agathidium tridentatum
- Agathidium truncatum
- Agathidium tschungi
- Agathidium tumidiventre
- Agathidium turcicum
- Agathidium uliginosum
- Agathidium ultimum
- Agathidium umbratum
- Agathidium unicolorum
- Agathidium unicorne
- Agathidium uniforme
- Agathidium unumvesciculatum
- Agathidium urbanii
- Agathidium ushijimai
- Agathidium vaderi
- Agathidium vagum
- Agathidium variabile
- Agathidium varians
- Agathidium varuna
- Agathidium venustum
- Agathidium veselovae
- Agathidium vesperpressidens
- Agathidium vestitum
- Agathidium vile
- Agathidium virile
- Agathidium visnu
- Agathidium vodickai
- Agathidium vulneratum
- Agathidium wallacei
- Agathidium wangi
- Agathidium wangianum
- Agathidium wannianicum
- Agathidium watanabei
- Agathidium watrousi
- Agathidium wheeleri
- Agathidium winkleri
- Agathidium wittmeri
- Agathidium wutangshanense
- Agathidium wuyishanicum
- Agathidium xerampelinum
- Agathidium xianggangense
- Agathidium xilingense
- Agathidium yaanense
- Agathidium yamputhinense
- Agathidium yasudai
- Agathidium yeti
- Agathidium yoshidai
- Agathidium yuhkiae
- Agathidium yukihikoi
- Agathidium yunnanicum
- Agathidium yushanicum
- Agathidium zbyneki
- Agathidium zdeneki
- Agathidium zhoui
- Agathidium zijinense